# Cumulopuntia boliviana
Cumulopuntia boliviana ist eine Pflanzenart in der Gattung Cumulopuntia aus der Familie der Kakteengewächse (Cactaceae). Das Artepitheton boliviana verweist auf das Verbreitungsgebiet in Bolivien.

## Beschreibung
Cumulopuntia boliviana bildet dicht und oft große Polster. Die grünen, verlängerten bis eiförmigen Triebabschnitte sind 3,5 bis 7 Zentimeter lang und im Bereich ihrer Spitze etwas gehöckert. Die Höcker sind anfangs deutlich begrenzt, später jedoch nur noch undeutlich erkennbar. Die etwa 15 Areolen befinden sich in der Nähe der Triebabschnittsspitzen. Die obersten von ihnen sind bedornt. Die ein bis vier gelben bis rötlich braunen, aufrechten oder etwas ausgebreiteten Dornen sind gerade, gerundet und biegbar. Einige von ihnen sind manchmal borstenartig. Die Dornen sind 3 bis 10 Zentimeter lang.
Die gelben Blüten erreichen Längen von bis zu 4 Zentimeter. Die zumeist fast kugelförmigen, grünen bis gelben Früchte sind fleischig und tragen gelegentlich einige wenige Borsten.

## Verbreitung, Systematik und Gefährdung
Cumulopuntia boliviana ist in den bolivianischen Departamentos La Paz, Oruro, Potosí und Tarija sowie den argentinischen Provinzen Jujuy, Salta, Tucumán, Catamarca, La Rioja, San Juan und Mendoza in Höhenlagen von 2000 bis 4400 Metern verbreitet. Möglicherweise erstreckt sich das Verbreitungsgebiet bis in den Norden Chiles.
Die Erstbeschreibung als Opuntia boliviana erfolgte 1845 durch Joseph zu Salm-Reifferscheidt-Dyck. Friedrich Ritter stellte die Art 1980 in die Gattung Cumulopuntia. Weitere nomenklatorische Synonyme sind Tephrocactus bolivianus (Salm-Dyck) Kreuz. (1935), Tephrocactus bolivianus (Salm-Dyck) Backeb. (1951), Parviopuntia boliviana (Salm-Dyck) Marn.-Lap. & Soulaire (1956, nom. inval. ICBN-Artikel 43.1), Maihueniopsis boliviana (Salm-Dyck) R.Kiesling (1984) und Austrocylindropuntia boliviana (Salm-Dyck) G.D.Rowley (2006).
Es werden folgende Unterarten unterschieden:
- Cumulopuntia boliviana subsp. boliviana
- Cumulopuntia boliviana subsp. dactylifera (Vaupel) D.R.Hunt
- Cumulopuntia boliviana subsp. echinacea (F.Ritter) D.R.Hunt
- Cumulopuntia boliviana subsp. ignescens (Vaupel) D.R.Hunt

In der Roten Liste gefährdeter Arten der IUCN wird die Art als „Least Concern (LC)“, d. h. als nicht gefährdet geführt. Die Entwicklung der Populationen wird als stabil angesehen.

## Nachweise